# ARN mensajero con nucleósidos modificados

Diagrama que muestra la traducción del ARN mensajero y la síntesis de proteínas correspondiente realizada por los ribosomas (en verde).

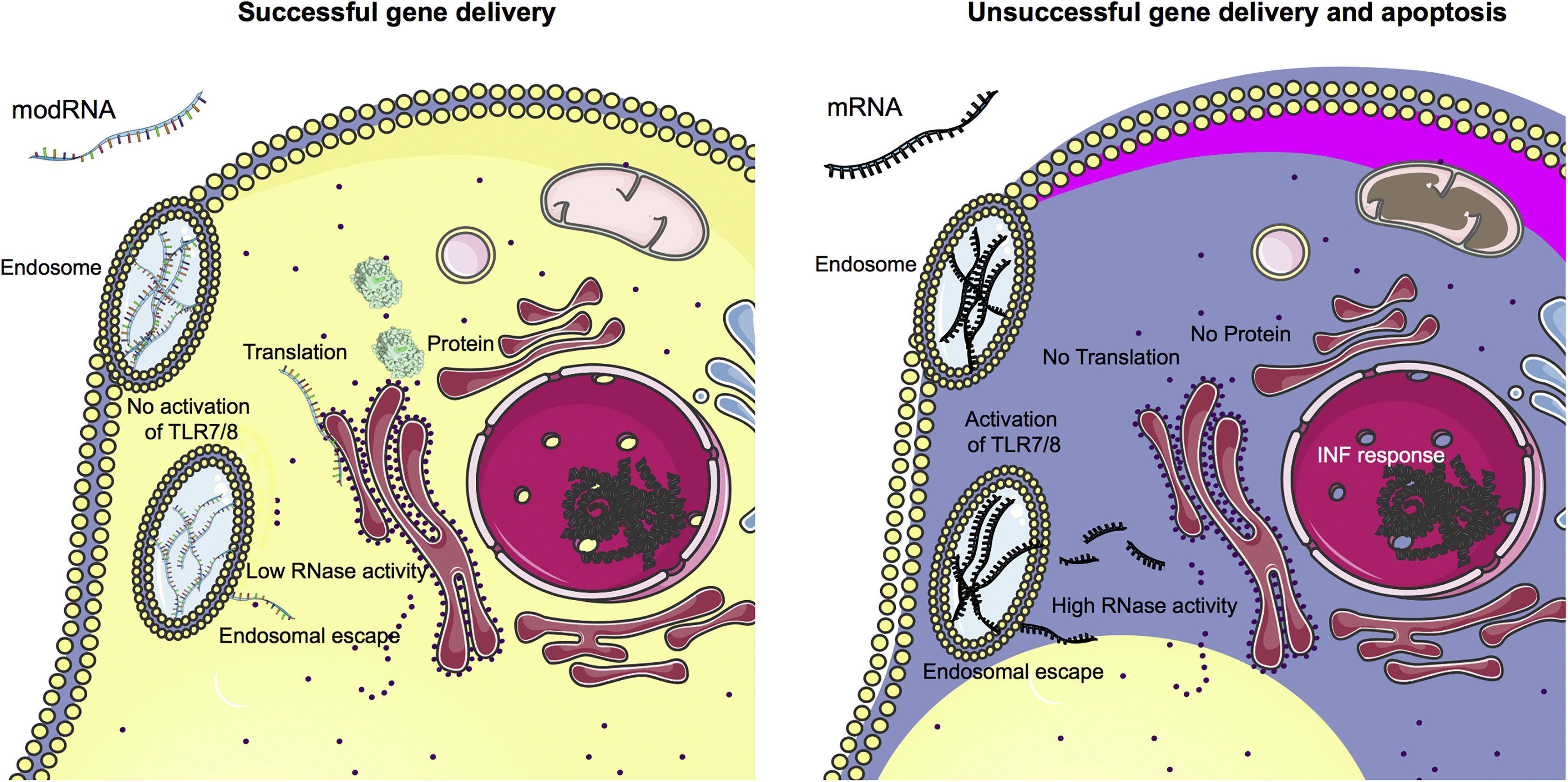
Comparación entre la absorción de un ARN y un modARN por una célula:
Izquierda: la entrega del gen mediante el modARN tiene éxito al no provocar la activación de la respuesta inmune y escapa de la degradación mediante Ribonucleasa.
Derecha: El mARN falla al provocar la activación del receptor TLR7/8 que detecta mARN foráneo y, por tanto, hace que sea el mARN susceptible de degradación mediante Ribonucleasa.

Un ARN mensajero con nucleósidos modificados (ARNmod, o en inglés modRNA) es un ARN mensajero (ARNm) sintético en el que algunos nucleósidos son sustituidos por otros nucleósidos modificados naturalmente o por análogos de nucleósidos sintéticos. El ARNmod se utiliza para inducir la producción de  una proteína deseada en determinadas células. Una aplicación importante es el desarrollo de vacunas de  ARNm, las primeras de las cuales fueron aprobadas como vacunas contra la COVID-19 (por ejemplo, tozinameran y mRNA-1273).